# Rincón del Bosque, Motozintla
Rincón del Bosque är en ort i Mexiko.   Den ligger i kommunen Motozintla och delstaten Chiapas, i den sydöstra delen av landet, 800 km sydost om huvudstaden Mexico City. Rincón del Bosque ligger 1 030 meter över havet och antalet invånare är 233.
Terrängen runt Rincón del Bosque är kuperad åt sydväst, men åt nordost är den bergig. Runt Rincón del Bosque är det ganska tätbefolkat, med 78 invånare per kvadratkilometer. Närmaste större samhälle är Belisario Domínguez, 8,4 km sydost om Rincón del Bosque. I omgivningarna runt Rincón del Bosque växer i huvudsak städsegrön lövskog.